# Shunsuke Fukuda
Shunsuke Fukuda (jap. 福田 俊介 Fukuda Shunsuke; ur. 17 kwietnia 1986) – japoński piłkarz występujący na pozycji obrońcy. Obecnie występuje w Giravanz Kitakyushu.

## Kariera klubowa
Od 2009 roku występował w klubach Omiya Ardija, Kataller Toyama i Giravanz Kitakyushu.